# Komisar lige NHL
Komisar lige NHL je najvišji odgovorni funkcionar v NHL. Položaj je nastal leta 1993, ko je mesto zasedel Gary Bettman. Med drugimi dolžnostmi komisar vodi kolektivna sporazumna pogajanja v imenu lige in imenuje uslužbence za vse NHL tekme. 
Do 1993 je bil vrhovni funkcionar lige predsednik in štiri mesece leta 1993 je imela liga tako komisarja kot predsednika. Da bi funkcijo standardizirali z ostalimi severnoameriškimi ligami, sta se vlogi spojili 1. julija 1993. Predsedstvo ima svoj izvor v organizaciji NHA, ki ji je Frank Calder predsedoval družno z NHL v obdobju ustanovitve NHL-a in prekinitve NHA-ja. 

## Odgovornosti
Komisar ima v ligi več odgovornosti. Predvsem mora za vsako tekmo imenovati uslužbence:
- dva glavna sodnika
- dva linijska sodnika
- dva razsodnika za video posnetke
- funkcionarje zunaj ledene ploskve, npr. časomerilca

## Predsedniki/komisarji lige NHL
- Frank Calder, 1917-1943[1]
- Red Dutton, 1943-1946
- Clarence Campbell, 1946-1977
- John Ziegler, 1977-1992
- Gil Stein, 1992- 30. junij 1993
- Gary Bettman, začel služiti kot prvi komisar dne 1. februarja 1993

## Predsedniki NHA
- M. Doheney, 1909–1910[2]
- Emmett Quinn, 1910-1916[3]
- Frank Robinson, 1916-1917[4]
- Frank Calder, 1917-1920?[1]